# Villaseco de los Reyes
Villaseco de los Reyes – gmina w Hiszpanii, w prowincji Salamanka, w Kastylii i León, o powierzchni 136,05 km². W 2011 roku gmina liczyła 401 mieszkańców.